# Gonzales (Louisiane)
Pour les articles homonymes, voir Gonzales.
Gonzales est une ville américaine située dans la paroisse de l'Ascension en Louisiane. Elle est connue pour être la capitale du jambalaya.

## Histoire
Les premiers colons d'origine espagnole ou française s'installent en 1851. Une première école est ouverte dès 1855 par Adlard Gautreaux.
Gonzales est connu en 2005 pour avoir accueilli un quartier général de soutien et de sauvetage après l'ouragan Katrina.

## Économie
Gonzales est jumelée avec Meylan en Isère.